# Cutrofiano Volley 2020-2021
Questa voce raccoglie le informazioni riguardanti il Cutrofiano Volley nelle competizioni ufficiali della stagione 2020-2021.

## Organigramma societario
Area direttiva
- Presidente: Giuseppe Greco

Area tecnica
- Allenatore: Antonio Carratù
- Allenatore in seconda: Simone Giunta
- Assistente allenatore: Luigi Polimeno, Marco Rizzo
- Scout man: Andrea Polimeno

## Rosa
| N° | Nome               | Ruolo | Data di nascita  | Squadra |
| -- | ------------------ | ----- | ---------------- | ------- |
| 1  | Martina Ferrara    | L     | 28 gennaio 1999  | Italia  |
| 2  | Claudia Provaroni  | S     | 14 maggio 1998   | Italia  |
| 3  | Siria Tarantino    | C     | 3 luglio 2003    | Italia  |
| 4  | Giorgia Avenia     | P     | 4 aprile 1994    | Italia  |
| 6  | Jessica Panucci    | S     | 6 maggio 1992    | Italia  |
| 7  | Giorgia Quarchioni | S     | 3 aprile 1995    | Italia  |
| 9  | Joelle M'Bra       | S     | 8 marzo 1996     | Italia  |
| 10 | Liannes Castañeda  | O     | 18 ottobre 1986  | Cuba    |
| 11 | Sara Menghi        | C     | 18 maggio 1983   | Italia  |
| 12 | Emma Rizzieri      | P     | 27 agosto 2002   | Italia  |
| 13 | Benedetta Salviato | L     | 9 gennaio 2004   | Italia  |
| 15 | Francesca Morciano | S     | 6 febbraio 2002  | Italia  |
| 17 | Anna Caneva        | C     | 18 marzo 1992    | Italia  |
| 18 | Martina Gorgoni    | S     | 21 febbraio 2003 | Italia  |

## Risultati

### Serie A2

#### Girone di andata
| 1ª giornata - 20 settembre 2020 PalaCollodi, Montecchio Maggiore  | Montecchio Maggiore  | 2 - 3 | Cutrofiano       | 25-22, 28-26, 23-25, 23-25, 8-15  |
| 2ª giornata - 27 settembre 2020 PalaCesari, Cutrofiano            | Cutrofiano           | 3 - 1 | Olimpia Teodora  | 25-19, 25-14, 11-25, 25-20        |
| 3ª giornata - 4 ottobre 2020 PalaCesari, Cutrofiano               | Cutrofiano           | 3 - 0 | Megavolley       | 25-22, 25-18, 25-22               |
| 5ª giornata - 14 ottobre 2020 Palazzetto dello sport, Martignacco | Libertas Martignacco | 0 - 3 | Cutrofiano       | 20-25, 23-25, 22-25               |
| 6ª giornata - 18 ottobre 2020 PalaCesari, Cutrofiano              | Cutrofiano           | 3 - 2 | Talmassons       | 25-19, 25-21, 23-25, 19-25, 15-12 |
| 7ª giornata - 25 ottobre 2020 PalaCesari, Cutrofiano              | Cutrofiano           | 3 - 1 | Helvia Recina    | 25-19, 25-20, 26-28, 25-20        |
| 8ª giornata - 1º novembre 2020 PalaScoppa, Soverato               | Soverato             | 3 - 0 | Cutrofiano       | 25-21, 26-24, 25-18               |
| 9ª giornata - 8 novembre 2020 PalaCesari, Cutrofiano              | Cutrofiano           | 3 - 0 | Adolfo Consolini | 25-12, 28-26, 30-28               |

#### Girone di ritorno
| 10ª giornata - 30 dicembre 2020 PalaCesari, Cutrofiano                           | Cutrofiano       | 3 - 1 | Montecchio Maggiore  | 22-25, 25-16, 25-18, 25-18        |
| 11ª giornata - 22 novembre 2020 PalaCosta, Ravenna                               | Olimpia Teodora  | 1 - 3 | Cutrofiano           | 25-22, 19-25, 21-25, 25-27        |
| 12ª giornata - 29 novembre 2020 PalaDionigi, Vallefoglia                         | Megavolley       | 3 - 1 | Cutrofiano           | 25-18, 25-20, 21-25, 25-20        |
| 14ª giornata - 10 gennaio 2021 PalaCesari, Cutrofiano                            | Cutrofiano       | 1 - 3 | Libertas Martignacco | 25-22, 22-25, 16-25, 17-25        |
| 15ª giornata - 13 dicembre 2020 Palestra comunale, Talmassons                    | Talmassons       | 0 - 3 | Cutrofiano           | 14-25, 17-25, 21-25               |
| 16ª giornata - 5 febbraio 2021 PalaFontescodella, Macerata                       | Helvia Recina    | 3 - 2 | Cutrofiano           | 25-20, 24-26, 25-19, 11-25, 15-12 |
| 17ª giornata - 19 febbraio 2021 PalaCesari, Cutrofiano                           | Cutrofiano       | 3 - 1 | Soverato             | 25-22, 25-21, 18-25, 26-24        |
| 18ª giornata - 24 gennaio 2021 Palazzetto dello Sport, San Giovanni in Marignano | Adolfo Consolini | 3 - 2 | Cutrofiano           | 23-25, 25-20, 25-18, 17-25, 15-11 |

### Pool promozione

#### Girone di andata
| 1ª giornata - 02 maggio 2021 PalaCesari, Cutrofiano          | Cutrofiano | 0 - 3 | Roma Club        | 12-25, 23-25, 12-25              |
| 2ª giornata - 6 marzo 2021 PalaManera, Mondovì               | Mondovì    | 3 - 0 | Cutrofiano       | 32-30, 25-20, 25-17              |
| 3ª giornata - 14 marzo 2021 PalaCesari, Cutrofiano           | Cutrofiano | 1 - 3 | Academy Sassuolo | 20-25, 17-25, 25-21, 22-25       |
| 4ª giornata - 20 marzo 2021 Palazzetto dello sport, Pinerolo | Pinerolo   | 3 - 2 | Cutrofiano       | 25-23, 23-25, 21-25, 25-21, 15-7 |
| 5ª giornata - 15 aprile 2021 PalaCesari, Cutrofiano          | Cutrofiano | 3 - 1 | Marsala          | 25-22, 25-18, 17-25, 25-14       |

#### Girone di ritorno
| 6ª giornata - 27 marzo 2021 PalaFonte, Roma                          | Roma Club        | 3 - 0 | Cutrofiano | 25-18, 25-17, 25-22               |
| 7ª giornata - 5 aprile 2021 PalaCesari, Cutrofiano                   | Cutrofiano       | 0 - 3 | Mondovì    | 22-25, 11-25, 21-25               |
| 8ª giornata - 11 aprile 2021 Palestra Santissima Consolata, Sassuolo | Academy Sassuolo | 3 - 0 | Cutrofiano | 25-17, 25-23, 25-20               |
| 9ª giornata - 19 aprile 2021 PalaCesari, Cutrofiano                  | Cutrofiano       | 2 - 3 | Pinerolo   | 25-10, 20-25, 22-25, 25-23, 15-17 |
| 10ª giornata - 25 aprile 2021 PalaBellina, Marsala                   | Marsala          | 3 - 0 | Cutrofiano | 25-20, 25-16, 25-21               |

### Coppa Italia di Serie A2
| Quarti di finale - 3 marzo 2021 PalaCesari, Cutrofiano | Cutrofiano | 2 - 3 | Pinerolo | 25-21, 25-21, 17-25, 15-25, 12-15 |